# جيروم ليروي
جيروم ليروي (بالفرنسية: Jérôme Leroy)‏ (مواليد 4 نوفمبر 1974 في بيثون - فرنسا) لاعب كرة قدم فرنسي يلعب حاليا لصالح نادي الدرجة الأولى رين الفرنسي منذ 2007 في مركز الوسط المهاجم .

## روابط خارجية
- جيروم ليروي على موقع الاتحاد الأوربي (الإنجليزية)
- جيروم ليروي على موقع قاعدة بيانات كرة القدم.إي يو (الإنجليزية)
- جيروم ليروي على موقع ليكيب (الفرنسية)
- جيروم ليروي على موقع Soccerway.com (الإنجليزية)
- جيروم ليروي على موقع عالم كرة القدم.نت (الإنجليزية)
- جيروم ليروي على موقع GSA (الإنجليزية)